# Alectroenas madagascariensis
La colomba azzurra del Madagascar o  piccione blu del Madagascar (Alectroenas madagascariensis (Linnaeus, 1766)) è un uccello della famiglia Columbidae, endemico del Madagascar.